# La Collection 62 - 66
Albums de Françoise Hardy
(Parenthèses...)
(2006) La Pluie sans parapluie
(2010)
La Collection 62 - 66 est un coffret contenant la réédition en disques compacts des six premiers albums de la chanteuse Françoise Hardy. Sur cinq de ces rééditions, quelques autres titres qui furent seulement édités sur disque microsillons 45 tours ont été rajoutés. Du fait de ce choix éditorial, ces rééditions s’apparentent à des compilations. 

Ce coffret a été commercialisé en France le 27 novembre 2009.

## Référence
France, 2009, disques Vogue/Legacy Recordings France/Sony Music (8 86975 62462 1). 

## Contenu
- Six disques compacts, imitant le vinyle noir, sous pochettes cartonnées, répliquant au recto et au verso les pochettes originelles.
- Livret descriptif de 14 pages avec la collaboration de Gérard Nublat, Didier Le Marchand, Rose Léandri, Christine Jacquemin, Jacques Leblanc et  Pierre Layani (Juke Box Magazine). Photographies réalisées par Jean-Marie Périer (Gilbert Moreau/Lecœuvre photothèque).

## Listes des chansons
Nota bene : aux 12 titres composant chaque album à l’origine, des chansons éditées sur 45 tours – de 1963 à 1966 – ont été ajoutées sur les CD n° 2, 3, 4, 5 et 6.
- CD 1 • 1962 : Tous les garçons et les filles, disques Vogue/Legacy Recordings France/Sony Music (886975 62462/1).

| No  | Titre                           | Paroles                        | Musique                       | Durée |
| --- | ------------------------------- | ------------------------------ | ----------------------------- | ----- |
| 1.  | Tous les garçons et les filles  | Françoise Hardy                | Françoise Hardy - Roger Samyn | 3:08  |
| 2.  | Ça a raté                       | Françoise Hardy                | Françoise Hardy - Roger Samyn | 2:02  |
| 3.  | La Fille avec toi               | Françoise Hardy                | Françoise Hardy - Roger Samyn | 2:40  |
| 4.  | Oh oh chéri (Uh Oh)             | Jil et Jan                     | Bobby Lee Trammell            | 2:22  |
| 5.  | Le Temps de l’amour             | Lucien Morisse et André Salvet | Jacques Dutronc               | 2:27  |
| 6.  | Il est tout pour moi            | Françoise Hardy                | Françoise Hardy - Roger Samyn | 1:58  |
| 7.  | On se plaît                     | Françoise Hardy                | Françoise Hardy - Roger Samyn | 2:09  |
| 8.  | Ton meilleur ami                | Françoise Hardy                | Françoise Hardy - Roger Samyn | 2:10  |
| 9.  | J’ai jeté mon cœur              | Françoise Hardy                | Françoise Hardy - Roger Samyn | 2:33  |
| 10. | Il est parti un jour            | Françoise Hardy                | Françoise Hardy - Roger Samyn | 1:49  |
| 11. | J’suis d’accord                 | Françoise Hardy                | Françoise Hardy - Roger Samyn | 2:05  |
| 12. | C’est à l’amour auquel je pense | Françoise Hardy                | Françoise Hardy - Roger Samyn | 3:10  |

- CD 2 • 1963 : Le Premier Bonheur du jour, Disques Vogue/Legacy/Sony Music (88697562462 / 2).
  - Sur cette réédition, quatre titres édités exclusivement sur 45 tours en 1963 ont été rajoutés après la 12e chanson.

| No  | Titre                                              | Paroles                         | Musique               | Durée |
| --- | -------------------------------------------------- | ------------------------------- | --------------------- | ----- |
| 1.  | Le Premier Bonheur du jour                         | Frank Gérald                    | Jean Renard           | 1:53  |
| 2.  | Va pas prendre un tambour                          | Maurice Vidalin                 | Jacques Dutronc       | 2:50  |
| 3.  | Saurai-je ?                                        | Françoise Hardy                 | Françoise Hardy       | 2:05  |
| 4.  | Toi je ne t'oublierai pas                          | André Salvet, Claude Carrère    | Jean-Pierre Bourtayre | 2:24  |
| 5.  | Avant de t'en aller (Think About It)               | Françoise Hardy                 | Paul Anka             | 1:57  |
| 6.  | Comme tant d'autres                                | Françoise Hardy                 | Françoise Hardy       | 2:35  |
| 7.  | J'aurais voulu                                     | Françoise Hardy                 | Françoise Hardy       | 2:10  |
| 8.  | Nous tous                                          | Françoise Hardy                 | Françoise Hardy       | 1:43  |
| 9.  | L'Amour d'un garçon (The Love of a Boy)            | Françoise Hardy                 | Burt Bacharach        | 2:10  |
| 10. | Le sais-tu ?                                       | Françoise Hardy                 | Françoise Hardy       | 1:44  |
| 11. | L'amour ne dure pas toujours                       | Françoise Hardy                 | Françoise Hardy       | 1:45  |
| 12. | On dit de lui (It's Gonna Take Me Some Time)       | Françoise Hardy                 | Stirling, Tempkin     | 2:42  |
| 13. | L'Amour s'en va                                    | Françoise Hardy                 | Françoise Hardy       | 2’ 24 |
| 14. | Je pense à lui (A Wonderful Dream)                 | Françoise Hardy et André Salvet | Norman Margolies      | 2’ 19 |
| 15. | Qui aime-t-il vraiment ? (Your Nose Is Gonna Grow) | Françoise Hardy                 | Hal Winn              | 2’ 14 |
| 16. | Bien Longtemps                                     | Françoise Hardy                 | Françoise Hardy       | 1’ 58 |

- CD 3 • 1964 : Mon amie la rose, disques Vogue/Legacy/Sony Music(88697562462 / 3).
  - Sur cette réédition, sept titres édités exclusivement sur 45 tours en 1964 ont été rajoutés après la 12e chanson.

| No  | Titre                                            | Paroles         | Musique                          | Durée |
| --- | ------------------------------------------------ | --------------- | -------------------------------- | ----- |
| 1.  | Je veux qu’il revienne (Only You Can Do It)      | Françoise Hardy | B. Well                          | 2:41  |
| 2.  | Tu n’as qu’un mot à dire                         | Françoise Hardy | Françoise Hardy                  | 2:42  |
| 3.  | Tu ne dis rien                                   | Françoise Hardy | Françoise Hardy                  | 2:15  |
| 4.  | Et même (2e version)                             | Françoise Hardy | Françoise Hardy                  | 2:00  |
| 5.  | Pourtant tu m’aimes (I Still Love Him)           | Françoise Hardy | Johnny Cole                      | 2:21  |
| 6.  | Pars                                             | Françoise Hardy | Françoise Hardy                  | 2:15  |
| 7.  | Je n’attends plus personne (Non aspetto nessuno) | Françoise Hardy | Antonio Ciacci                   | 3:09  |
| 8.  | La nuit est sur la ville                         | Françoise Hardy | Françoise Hardy                  | 2:17  |
| 9.  | Pas gentille (Bad Boy)                           | Françoise Hardy | Marty Wilde                      | 2:20  |
| 10. | Dans le monde entier                             | Françoise Hardy | Françoise Hardy                  | 2:31  |
| 11. | Nous étions amies (Eravamo amici)                | Françoise Hardy | C. Combo                         | 2:35  |
| 12. | Mon amie la rose                                 | Cécile Caulier  | Cécile Caulier et Jacques Lacome | 2:17  |
| 13. | Jaloux                                           | Françoise Hardy | Françoise Hardy                  | 2:07  |
| 14. | On se quitte toujours                            | André Salvet    | Jean-Pierre Bourtayre            | 2:21  |
| 15. | C’est la première fois (Your Tender Look )       | Françoise Hardy | Peter Oakman                     | 1:53  |
| 16. | Et même (1re version)                            | Françoise Hardy | Françoise Hardy                  | 1:57  |
| 17. | Tout me ramène à toi                             | Françoise Hardy | Françoise Hardy                  | 2:33  |
| 18. | C’est le passé (Once Upon A Time)                | Françoise Hardy | Dusty Springfield                | 1:44  |
| 19. | Apprends-le moi                                  | Françoise Hardy | Françoise Hardy                  | 1:49  |

- CD 4 • 1965 : L’Amitié, disques Vogue/Legacy/Sony Music (88697562462/4).
  - Sur cette réédition, cinq titres édités exclusivement sur 45 tours en 1965 ont été rajoutés après la 12e chanson.

| No  | Titre                                                  | Paroles                          | Musique                | Durée |
| --- | ------------------------------------------------------ | -------------------------------- | ---------------------- | ----- |
| 1.  | Ce petit cœur                                          | Françoise Hardy                  | Françoise Hardy        | 2:10  |
| 2.  | Il se fait tard                                        | Françoise Hardy                  | Françoise Hardy        | 1:42  |
| 3.  | Tout ce qu'on dit                                      | Françoise Hardy                  | Mick Jones             | 2:12  |
| 4.  | L'Amitié                                               | Jean-Max Rivière                 | Gérard Bourgeois       | 2:23  |
| 5.  | En t'attendant                                         | Françoise Hardy                  | Françoise Hardy        | 1:46  |
| 6.  | Je t'aime                                              | Françoise Hardy                  | Mick Jones             | 2:00  |
| 7.  | Non, ce n'est pas un rêve (Don't Come Any Closer)      | Françoise Hardy                  | Charles Blackwell      | 3:00  |
| 8.  | Quel mal y a-t-il à ça ? (When I Get Through With You) | Françoise Hardy                  | Harlan Howard          | 2:36  |
| 9.  | Tu peux bien                                           | Françoise Hardy                  | Françoise Hardy        | 1:48  |
| 10. | Le Temps des souvenirs (Just Call and I'll Be There)   | Jacques Datin et Maurice Vidalin | Charles Blackwell      | 2:31  |
| 11. | Je pensais                                             | Françoise Hardy                  | Françoise Hardy        | 2:04  |
| 12. | Dis-lui non (Say It Now)                               | Françoise Hardy                  | Robert Douglas Skelton | 2:26  |
| 13. | Tu es venu à moi                                       | Françoise Hardy                  | Françoise Hardy        | 2:15  |
| 14. | Son amour s'est endormi (Alle Nächte)                  | Françoise Hardy                  | Peter Moesser          | 2:37  |
| 15. | J'ai bien du chagrin                                   | Françoise Hardy                  | Françoise Hardy        | 3:03  |
| 16. | Tu ne m'attendras pas                                  | Françoise Hardy                  | Françoise Hardy        | 2:59  |
| 17. | Bout de lune                                           | Françoise Hardy                  | Françoise Hardy        | 1:45  |

- CD 5 • 1966 : La Maison où j'ai grandi, disques Vogue/Legacy/Sony Music (88697562462/5). 
  - Sur cette réédition, deux titres édités exclusivement sur 45 tours en 1966 ont été rajoutés après la 12e chanson.

| 1.  | Je changerais d’avis (Se telefonando)                 | Jacques Lanzmann et F. Hardy | Ennio Morricone   | 2:53 |
| 2.  | Si c’est ça                                           | Françoise Hardy              | Françoise Hardy   | 2:09 |
| 3.  | Rendez-vous d’automne                                 | Jean-Max Rivière             | Gérard Bourgeois  | 2:40 |
| 4.  | Je serai là pour toi                                  | Françoise Hardy              | Françoise Hardy   | 2:24 |
| 5.  | Peut-être que je t’aime                               | Françoise Hardy              | Françoise Hardy   | 2:12 |
| 6.  | Il est des choses (Ci sono cose più grandi)           | Françoise Hardy              | Edoardo Vianello  | 2:31 |
| 7.  | Comme                                                 | Françoise Hardy              | Françoise Hardy   | 1:54 |
| 8.  | Mes jours s’en vont                                   | Françoise Hardy              | Françoise Hardy   | 2:26 |
| 9.  | Qu’ils sont heureux                                   | Eddy Marnay                  | André Popp        | 2:21 |
| 10. | Surtout ne vous retournez pas                         | Françoise Hardy              | Françoise Hardy   | 2:20 |
| 11. | Tu es un peu à moi                                    | Françoise Hardy              | Françoise Hardy   | 2:14 |
| 12. | La Maison où j’ai grandi (Il ragazzo della via Gluck) | Eddy Marnay                  | Adriano Celentano | 3:39 |
| 13. | Tu verras                                             | Guy Bontempelli              | Guy Bontempelli   | 2:37 |
| 14. | Je ne suis là pour personne                           | Françoise Hardy              | Françoise Hardy   | 2:53 |

- CD 6 • 1966 : In English, disques Vogue/Legacy/Sony Music (88697562462 / 6).
  - Sur cette réédition, trois titres édités exclusivement sur 45 tours en 1965 et 1966 ont été rajoutés après la 12e chanson.

| No  | Titre                                                    | Paroles                | Musique                           | Durée |
| --- | -------------------------------------------------------- | ---------------------- | --------------------------------- | ----- |
| 1.  | This Little Heart (Ce petit cœur)                        | J. More                | Françoise Hardy                   | 2:07  |
| 2.  | All Over the World (Dans le monde entier)                | J. More                | Françoise Hardy                   | 2:29  |
| 3.  | However Much (Et même)                                   | J.More                 | Françoise Hardy                   | 2:13  |
| 4.  | It's Getting Late (Il se fait tard)                      | Meredith               | Françoise Hardy                   | 1:36  |
| 5.  | Only Friends (Ton meilleur ami)                          | Miller                 | Françoise Hardy et Roger Samyn    | 2:18  |
| 6.  | Say It Now                                               | Robert Douglas Skelton | Robert Douglas Skelton            | 2:13  |
| 7.  | Just Call and I'll Be There                              | Charles Blackwell      | Charles Blackwell                 | 2:28  |
| 8.  | The Rose (Mon amie la rose)                              | J. More                | Cécile Caulier et Jacques Lacombe | 2:15  |
| 9.  | Only You Can Do It                                       | Charles Blackwell      | Charles Blackwell                 | 2:51  |
| 10. | It's My Heart (Tu peux bien)                             | Meredith               | Françoise Hardy                   | 1:45  |
| 11. | Another Place (La nuit est sur la ville)                 | J. More                | Françoise Hardy                   | 2:02  |
| 12. | Autumn Rendezvous (Rendez-vous d'automne)                | Meredith               | Gérard Bourgeois                  | 2:40  |
| 13. | You Just Have to Say the Word (Tu n’as qu’un mot à dire) | J. More                | Françoise Hardy                   | 2:40  |
| 14. | I Will Change My Life (Se telefonando...)                | J. More                | Ennio Morricone                   | 2:50  |
| 15. | So Many Friends (L’Amitié)                               | J. More                | Gérard Bourgeois                  | 1:45  |